# Gabriel Corozo
Gabriel Corozo (n. Guayaquil, Ecuador; 5 de enero de 1995) es un futbolista ecuatoriano. Juega de defensa y su equipo actual es Lincoln Red Imps de la Liga Nacional de Gibraltar.

## Carrera
Corozo se incorporó a la Academia Alfaro Moreno en 2005, con diez años. En 2012, se mudó a Liga Deportiva Universitaria, en un contrato de préstamo de una temporada. Hizo su debut profesional el 25 de noviembre de 2012, sustituyendo a Ángel Cheme en el minuto 79 de la victoria por 1-0 ante el Centro Deportivo Olmedo. Apareció en dos partidos más durante la campaña y luego fue comprado directamente. Anotó su primer gol en la categoría absoluta el 15 de septiembre de 2013, logrando el segundo de su equipo en la victoria por 3-1 ante el Macará. Fue una figura omnipresente en la temporada, contribuyendo con 40 apariciones.
El 18 de diciembre de 2013, firmó un acuerdo con el Udinese Calcio, comprando el 25% de los derechos deportivos de Corozo. Se uniría al Udinese para la segunda mitad de 2014. Sin embargo, el 25 de julio él y su compañero de Liga Deportiva Universitaria, Kevin Mercado, se unieron al Granada, siendo asignados a las reservas en Segunda División B.
El 11 de agosto de 2017, Corozo se incorporó al Elche, todavía en el tercer nivel.
El Cádiz "B" anunció el 21 de agosto de 2019 que Corozo se había incorporado al club con un contrato de un año con opción a un año más. Sin embargo, el club anunció el 18 de enero de 2020 que su contrato había sido rescindido. Corozo no jugó ningún partido para el club y sólo fue convocado hasta dos partidos de liga, sentado en el banco en ambas ocasiones
En su regreso a Ecuador vistió varias camisetas, en 2020 fichó por el recién ascendido Liga de Portoviejo, al finalizar la temporada descendió con el equipo manabita. En el primer semestre de 2021 jugó para Olmedo, sin embargo por problemas dirigenciales abandonó la institución para vincularse al Delfín de Manta por seis meses. En 2022 fue contratado por Orense Sporting Club de Machala.
Tras seis meses libre en septiembre de 2023 firmó por una temporada con el Lincoln Red Imps Football Club de la Primera División de Gibraltar.

## Selección nacional
Corozo fue convocado por primera vez al combinado mayor para un partido amistoso contra la selección de fútbol de España, el 14 de agosto de 2013. También formó parte de la selección ecuatoriana que disputó la clasificación de Conmebol para la Copa Mundial de Fútbol de 2014.

### Categorías inferiores

#### Participaciones en Sudamericanos
| Campeonato                  | Sede    | Resultado    | Partidos | Goles |
| --------------------------- | ------- | ------------ | -------- | ----- |
| Sudamericano Sub-20 de 2015 | Uruguay | Primera fase | 2        | 0     |

### Selección absoluta

#### Participaciones en eliminatorias
| Eliminatorias      | Sede            | Resultado   | Partidos | Goles |
| ------------------ | --------------- | ----------- | -------- | ----- |
| Eliminatorias 2014 | América del Sur | Clasificado | 0        | 0     |

## Estadísticas

### Clubes
Actualizado al último partido disputado el 24 de septiembre de 2023.
| Club                                   | Div.          | Temporada     | Liga  | Liga  | Copas nacionales | Copas nacionales | Copas internacionales | Copas internacionales | Total | Total |
| Club                                   | Div.          | Temporada     | Part. | Goles | Part.            | Goles            | Part.                 | Goles                 | Part. | Goles |
| -------------------------------------- | ------------- | ------------- | ----- | ----- | ---------------- | ---------------- | --------------------- | --------------------- | ----- | ----- |
| Academia Alfaro Moreno · Ecuador       | 3.ª           | 2011          | 2     | 0     | —                | —                | —                     | —                     | 2     | 0     |
| Academia Alfaro Moreno · Ecuador       | Total club    | Total club    | 2     | 0     | 0                | 0                | 0                     | 0                     | 2     | 0     |
| Liga Deportiva Universitaria · Ecuador | 1.ª           | 2012          | 3     | 0     | —                | —                | —                     | —                     | 3     | 0     |
| Liga Deportiva Universitaria · Ecuador | 1.ª           | 2013          | 40    | 1     | —                | —                | 0                     | 0                     | 40    | 1     |
| Liga Deportiva Universitaria · Ecuador | 1.ª           | 2014          | 5     | 0     | —                | —                | —                     | —                     | 5     | 0     |
| Liga Deportiva Universitaria · Ecuador | Total club    | Total club    | 48    | 1     | 0                | 0                | 0                     | 0                     | 48    | 1     |
| Granada C. F. "B" · España             | 3.ª           | 2014-15       | 23    | 0     | —                | —                | —                     | —                     | 23    | 0     |
| Granada C. F. "B" · España             | 3.ª           | 2015-16       | 31    | 0     | —                | —                | —                     | —                     | 31    | 0     |
| Granada C. F. "B" · España             | 3.ª           | 2016-17       | 26    | 0     | —                | —                | —                     | —                     | 26    | 0     |
| Granada C. F. "B" · España             | Total club    | Total club    | 80    | 0     | 0                | 0                | 0                     | 0                     | 80    | 0     |
| Elche C. F. · España                   | 3.ª           | 2017-18       | 0     | 0     | 2                | 0                | —                     | —                     | 2     | 0     |
| Elche C. F. · España                   | Total club    | Total club    | 0     | 0     | 2                | 0                | 0                     | 0                     | 2     | 0     |
| Cádiz C. F. "B" · España               | 3.ª           | 2019-20       | 0     | 0     | —                | —                | —                     | —                     | 0     | 0     |
| Cádiz C. F. "B" · España               | Total club    | Total club    | 0     | 0     | 0                | 0                | 0                     | 0                     | 0     | 0     |
| Liga de Portoviejo · Ecuador           | 1.ª           | 2020          | 16    | 0     | —                | —                | —                     | —                     | 16    | 0     |
| Liga de Portoviejo · Ecuador           | Total club    | Total club    | 16    | 0     | 0                | 0                | 0                     | 0                     | 16    | 0     |
| Olmedo · Ecuador                       | 1.ª           | 2021          | 13    | 0     | —                | —                | —                     | —                     | 13    | 0     |
| Olmedo · Ecuador                       | Total club    | Total club    | 13    | 0     | 0                | 0                | 0                     | 0                     | 13    | 0     |
| Delfín S. C. · Ecuador                 | 1.ª           | 2021          | 8     | 0     | —                | —                | —                     | —                     | 8     | 0     |
| Delfín S. C. · Ecuador                 | Total club    | Total club    | 8     | 0     | 0                | 0                | 0                     | 0                     | 8     | 0     |
| Orense S. C. · Ecuador                 | 1.ª           | 2022          | 19    | 0     | 2                | 0                | —                     | —                     | 21    | 0     |
| Orense S. C. · Ecuador                 | Total club    | Total club    | 19    | 0     | 2                | 0                | 0                     | 0                     | 21    | 0     |
| Lincoln Red Imps F. C. Gibraltar       | 1.ª           | 2023-24       | 1     | 0     | 0                | 0                | 0                     | 0                     | 1     | 0     |
| Lincoln Red Imps F. C. Gibraltar       | Total club    | Total club    | 1     | 0     | 0                | 0                | 0                     | 0                     | 1     | 0     |
| Total carrera                          | Total carrera | Total carrera | 187   | 1     | 4                | 0                | 0                     | 0                     | 191   | 1     |
| 1.                                     |               |               |       |       |                  |                  |                       |                       |       |       |